# Мякеля, Сантери
Алексантери (Сантери) Мякеля (фин. Santeri Mäkelä; 1870, Вимпели, Великое княжество Финляндское, Российская империя — 1937 или 1938, СССР) — финский советский поэт, драматург, который внёс значительный вклад в создание финской поэзии в советской Карелии.

## Биография
Родился в Финляндии в семье крестьянина-бедняка. На рубеже XX-го века в поисках работы отправился в США, где в течение ряда лет работал на заводе, шахтёром и т. д.
В Америке активно участвовал в местном социалистическом рабочем движении, был рабочим-агитатор и журналистом. Через несколько лет вернулся в Финляндию, крестьянствуя, принимает деятельное участие в культурно-просветительной работе.
Перед Октябрьской революцией был депутатом от крестьян в финляндском парламенте, с трибуны которого произносил пламенные революционные речи (1910—1914, 1917—1918).
В 1918 году работал в администрации Финляндской социалистической рабочей республики. После разгрома рабочей революции и гражданской войны в Финляндии, С. Мякеля эмигрировал в Советскую Россию; вступил в Коммунистическую партию Финляндии, работал на разных постах культурного и общественного фронта: агитатором, пропагандистом, преподавателем, журналистом и прочее.

## Творчество
Первые стихи С. Мякели, такие как «Песня шахтёра», написанные в начале XX-го века, проникнуты ярко выраженным революционным настроением.
Кроме стихотворений Мякеле принадлежит несколько пьес. В пьесе «Андрей из богатого дома» он рисует дикую поножовщину и хулиганство деревенской молодежи, но в противоположность многим буржуазным писателям Финляндии С. Мякеля показывает её классовую подоплеку. В Америке издана пьеса Мякели «Суд народа».
В 1920-х и 1930-х годах создал почти 70 стихов. В 1926 г. в Ленинграде вышли сборники его стихотворений «Лаукканен» и «Викман». Стихи С. Мякели — «Из пены революции» и другие были помещены в журналах и альманахах финской секции ЛАПП, членом которой он являлся, и Карельской АПП.
Высокохудожественные стихи Мякели насыщены революционным пафосом. В частности, стихотворение «Молчаливым борцам», посвященное Красной армии (1922). В 1928 г. издана пьеса «Муж — глава жены», в которой Мякеля бичует религию и внедряемую ею рабскую мораль. Его самое известное стихотворение «Для безмолвных групп» (Mykille joukoille).
Наряду с литературно-художественными произведениями, он автор ряда политических брошюр и книг по экономическим и антирелигиозным вопросам.